# دیوید پولت
دیوید پولت (انگلیسی: David Pollet؛ زادهٔ ۱۲ اوت ۱۹۸۸) بازیکن فوتبال اهل بلژیک است.
از باشگاه‌هایی که در آن بازی کرده‌است می‌توان به باشگاه فوتبال استاد رنس، باشگاه فوتبال لن، باشگاه فوتبال رویال شارلوا، باشگاه فوتبال اندرلشت، باشگاه فوتبال خنت، و باشگاه فوتبال رویال شارلوا اشاره کرد.
وی همچنین در تیم‌های ملی فوتبال Belgium U18 تیم ملی فوتبال زیر ۱۹ سال بلژیک Belgium U20 تیم ملی فوتبال زیر ۲۱ سال بلژیک بازی کرده‌است.